# Zyngoonops
Zyngoonops is een monotypisch geslacht van spinnen uit de  familie van de Oonopidae (dwergcelspinnen).

## Soort
- Zyngoonops clandestinus Benoit, 1977